# Anna Huculak
Anna Huculak (ur. 31 lipca 1984 w Bielsku-Białej) – polska lekkoatletka, która specjalizowała się w skoku o tyczce.
Wielokrotna mistrzyni Polski juniorek, w 2003 zdobyła brązowy medal seniorskich mistrzostw kraju.

## Osiągnięcia międzynarodowe
| Rok  | Impreza                     | Miejsce  | Lokata     | Wynik |
| ---- | --------------------------- | -------- | ---------- | ----- |
| 2002 | Mistrzostwa świata juniorów | Kingston | 5. miejsce | 4,00  |
| 2003 | Mistrzostwa Europy juniorów | Tampere  | 5. miejsce | 4,00  |

## Rekordy życiowe
- skok o tyczce – 4,10 (2002)